# Handbal Club Aalst
Dernière mise à jour : 08/04/2019.
Le Handbal Club Aalst, abrégé en HC Aalst, anciennement Sparta Aalst, est un club de handball situé dans la ville d'Alost dans la Province de Flandre-Orientale en Belgique.
Porteur du matricule 182, le club est un ancien pensionnaire de Division 1. Il remporta également en 1969 la Coupe de Belgique. 
Affilié à la VHV, le HC Aalst s'est associé depuis quelques années au matricule 444, le HCA Erpe-Mere. Le club évolue dans les divisions régionales. 

## Histoire
Fondé en 1953 sous l’appellation de Sparta Aalst, le club obtient le matricule 212. Le Sparta fut l'un des 19 clubs fondateurs de l'Union belge et évolua lors de la première édition du Championnat de Belgique de handball lors de la saison 1958/1959 où il se fit relégué. 
De retour dans l'élite lors de la saison 1963/1964, le matricule 182 y resta deux saisons avant de se faire à nouveau reléguer. La saison 1967/1968 constitue la dernière saison où Aalst se hissa en Division, un championnat quelque peu différent puisque son voisin du EV Aalst y évoluait également.
Les deux formations évoluèrent en même temps pendant trois saisons dans la division 1, une période où le Sparta s'illustra lors de la saison 1968/1969 atteignant la finale de la Coupe de Belgique qui l'opposait aux liégeois du Progrès HC Seraing. Et à l'issue d'une rencontre des plus serrée, le Sparta remporta le trophée grâce à un score étriqué de 19 à 18.
Ce trophée représente la seule grande ligne du palmarès du Sparta Aalst qui finit relégué lors de la saison 1970/1971.
Depuis, le Sparta Aalst se renomma HC Aalst et évolue dans les divisions régionale.

## Palmarès
- 1 fois vainqueur de la Coupe de Belgique de handball masculin: 1969.

## Président
- André Lootens